# Nathalie Ambroise
Nathalie Ambroise (* 30. Januar 1985 in Port-au-Prince) ist eine haitianische Schauspielerin.

## Leben und Karriere
Ambroise wurde am 30. Januar 1985 in Port-au-Prince geboren. Ihr Debüt gab sie 2005 in dem Film La Rebelle. Danach war sie 2008 in Show Kola zu sehen. Anschließend wurde sie 2012 für den Film Le Réalisateur gecastet. 2018 setzte Ambroise ihre Karriere in Jusqu'au bout fort.

## Filmografie
- 2005: La Rebelle
- 2008: Show Kola
- 2012: Le Réalisateur
- 2018: Jusqu'au bout